# Nîmes XIII
Nîmes XIII était un club de rugby à XIII français situé à Nîmes.
Parmi les premiers à rejoindre le mouvement treiziste français, il disparait dans les années 1960.

## Historique
Initialement, il s'agissait  d'un club de rugby à XV , avec son siège social au « Café de Lyon » situé boulevard Victor Hugo. 
En 1938, dans les années troubles que traverse la France, le club fait le choix de rejoindre la fameuse ligue française de rugby à XIII de Jean Galia. Cette ligue interdite par le régime de Vichy ne retrouvera ses droits qu'à la libération. 
En 1939, le club fait partie du « Comité Alpes-Provence » comme l'autre club du Gard : Villeneuve-lès-Avignon.  
En 1950, les anciens du stado de Nîmes (Rugby à XIII) vont créer le « Galia XIII », du nom du promoteur de la tournée des Pionniers en Grande-Bretagne, Jean Galia.  
En 1959, le club est promu en première division et termine quinzième sur seizième, juste devant Bayonne. 
Il deviendra, avec Nicolas Kaufmann, en 1963, le Rugby Club nîmois, un club de rugby à XV.
La disparition ensuite du rugby à XIII dans la capitale gardoise a été attribuée par un auteur à l' « opposition des promoteurs du rugby à XV  qui ayant eu beaucoup de mal à y trouver la reconnaissance attendue, pensèrent plus facile d'éliminer tout simplement le rugby à XIII ».